# Myron Boadu
Myron Boadu (Ámsterdam, Holanda Septentrional, 14 de enero de 2001) es un futbolista neerlandés que juega en la demarcación de delantero para el A. S. Monaco F. C. de la Ligue 1.

## Biografía
Tras empezar a formarse con el S. C. Buitenveldert, en 2013 se marchó a la disciplina del AZ Alkmaar. Tres años después debutó con el segundo equipo, el Jong AZ. Tan sólo una temporada después ya debutó con el primer equipo. Lo hizo en un partido de la Eredivisie el 6 de mayo de 2018 contra el PEC Zwolle. Su primer gol con el club se produjo el 12 de agosto del mismo año, de nuevo en la Eredivisie, en un partido contra el NAC Breda que finalizó con un resultado de 5-0 a favor del conjunto de Alkmaar. Casi tres años después de ese momento, abandonó el club para marcharse al A. S. Monaco F. C., equipo con el que firmó por cinco temporadas. En las primeras dos y media marcó diez goles en 68 partidos y el 1 de febrero de 2024 regresó a los Países Bajos para jugar como cedido en el F. C. Twente. Allí completó la campaña y en agosto fue prestado al VfL Bochum.

## Selección nacional
Tras haber sido internacional en categorías inferiores, el 19 de noviembre de 2019 debutó con la selección absoluta de los Países Bajos ante Estonia en partido correspondiente a la clasificación para la Eurocopa 2020 y anotando el último gol de la victoria neerlandesa por 5-0.

### Goles internacionales
| # | Fecha                   | Estadio                                     | Oponente | Gol | Resultado | Competición                         |
| - | ----------------------- | ------------------------------------------- | -------- | --- | --------- | ----------------------------------- |
| 1 | 19 de noviembre de 2019 | Johan Cruyff Arena, Ámsterdam, Países Bajos | Estonia  | 5–0 | 5-0       | Clasificación para la Eurocopa 2020 |

## Clubes
| Club                  | País         | Año       | Partidos | Goles |
| --------------------- | ------------ | --------- | -------- | ----- |
| Jong AZ               | Países Bajos | 2016-2017 | 10       | 6     |
| AZ Alkmaar            | Países Bajos | 2017-2021 | 88       | 38    |
| A. S. Monaco F. C.    | Francia      | 2021-2024 | 68       | 10    |
| F. C. Twente (cedido) | Países Bajos | 2024      | 11       | 3     |
| VfL Bochum (cedido)   | Alemania     | 2024-2025 | 20       | 9     |
| A. S. Monaco F. C.    | Francia      | 2025-     |          |       |

## Palmarés

### Campeonatos nacionales
| Título         | Club    | País         | Año  |
| -------------- | ------- | ------------ | ---- |
| Tweede Divisie | Jong AZ | Países Bajos | 2017 |